# Monaxius
Flavius Monaxius war ein spätantiker oströmischer Politiker des 5. Jahrhunderts.
Monaxius war vom 17. Januar 408 bis zum 26. April 409 Stadtpräfekt von Konstantinopel. Am Ende seiner Amtszeit löste eine Getreideknappheit Unruhen aus, bei denen die Bevölkerung demonstrierte, das Praetorium des Monaxius durch Feuer zerstört und seine offizielle Kutsche durch die Stadt geschleift wurde. Die Lebensmittelunruhen wurden dann aber durch die Heermeister Arsakios und Varanes sowie den hohen Beamten Synesius beruhigt.
Vom Mai bis November 414 war er praefectus praetorio Orientis und damit einer der vier höchsten Zivilbeamten im gesamten Imperium. Vom August 416 bis zum Mai 420 bekleidete er dieses Amt erneut. In dieser Zeit weihte er in Perinthos ein Gebäude ein, wahrscheinlich eine Kirche, belegt durch einen Marmorblock in der Kirche St. Georg. Im Sommer 418 erscheint sein Name in einer Gruppe von Prätorianerpräfekten, die ein prätorianisches Edikt gegen die Pelagianer erließen.
Im Jahr 419 war er zusammen mit Plinta Konsul. Vermutlich nach 419, da er als ehemaliger Konsul bezeichnet wird, traten vier seiner Diener gegen seinen Willen in das Kloster des Heiligen Hypatius ein und wurden Mönche.